# Pseudicius arabicus
Pseudicius arabicus là một loài nhện trong họ Salticidae.
Loài này thuộc chi Pseudicius. Pseudicius arabicus được Wanda Wesołowska & Antonius van Harten miêu tả năm 1994.